# Солёный (Горячий Ключ)
Солёный — хутор в муниципальном образовании «город Горячий Ключ» Краснодарского края России. Входит в состав Саратовского сельского округа.

## География
Хутор расположен в центральной части края, на северных склонах западной части Главного Кавказского хребта, вдоль реки Солёная Балка. С южной окраины хутора проходит региональная автодорога "ст-ца Кубанская — ст-ца Саратовская№ 03 ОП РЗ 03К-022.

## История
Согласно Закону Краснодарского края от 10 марта 2004 года № 669-КЗ хутор Солёный вошёл в состав образованного муниципального образования город Горячий Ключ.

## Население
| 2002 | 2010 |
| ---- | ---- |
| 20   | ↗24  |

Национальный состав
Согласно результатам переписи 2002 года, в национальной структуре населения русские составляли 80 % от жителей.

## Инфраструктура
Социальные объекты в населённом пункте отсутствуют.